# Municipio de Popple Grove
El municipio de Popple Grove (en inglés: Popple Grove Township) es un municipio ubicado en el condado de Mahnomen en el estado estadounidense de Minnesota. En el año 2010 tenía una población de 139 habitantes y una densidad poblacional de 1,44 personas por km².

## Geografía
El municipio de Popple Grove se encuentra ubicado en las coordenadas 47°12′9″N 96°1′6″O / 47.20250, -96.01833. Según la Oficina del Censo de los Estados Unidos, el municipio tiene una superficie total de 96.83 km², de la cual 96,54 km² corresponden a tierra firme y (0,3 %) 0,29 km² es agua.

## Demografía
Según el censo de 2010, había 139 personas residiendo en el municipio de Popple Grove. La densidad de población era de 1,44 hab./km². De los 139 habitantes, el municipio de Popple Grove estaba compuesto por el 70,5 % blancos, el 2,16 % eran afroamericanos, el 12,95 % eran amerindios y el 14,39 % eran de una mezcla de razas. Del total de la población el 1,44 % eran hispanos o latinos de cualquier raza.